# Madison Wolfe
Madison Wolfe (Metairie, 16 de outubro de 2002) é uma atriz norte-americana. Ela fez sua estreia no filme On the Road em 2012 e sua estreia na televisão na série de TV da HBO, True Detective em 2014. Ela também estrelou recentemente o filme de terror dirigido por James Wan, The Conjuring 2.

## Vida e carreira
Madison possui uma irmã mais nova, Meghan Wolfe, que também é atriz.
Wolfe fez sua estreia no cinema no filme On The Road interpretando o papel de Dodie Lee. Ela também apareceu no filme The Campaign. Wolfe apareceu no filme Joy interpretando uma versão jovem de Elisabeth Röhm. Ela também atuou como um dos personagens principais no filme The Conjuring 2, dirigido por James Wan. O filme foi lançado em 9 de junho de 2016 no Brasil, e no dia seguinte nos Estados Unidos e Portugal. Seu próximo trabalho será o filme I Kill Giants protagonizando ao lado de Zoe Saldana e dirigido por Anders Walter.

## Filmografia

### Filmes
| Ano  | Título                   | Papel                 | Notas             |
| ---- | ------------------------ | --------------------- | ----------------- |
| 2012 | On the Road              | Dodie Lee             |                   |
| 2012 | The Campaign             | Jessica Brady         |                   |
| 2013 | Grace Unplugged          | Grace Trey (jovem)    |                   |
| 2014 | Devil's Due              | Brittany              |                   |
| 2015 | Home Sweet Hell          | Allison Champagne     |                   |
| 2015 | Trumbo                   | Nikola Trumbo (jovem) |                   |
| 2015 | Re-Kill                  | Garotinha             |                   |
| 2015 | Joy                      | Peggy (jovem)         |                   |
| 2016 | Mr. Church               | Poppy (jovem)         |                   |
| 2016 | Keanu                    | Alexis                |                   |
| 2016 | The Conjuring 2          | Janet Hodgson         |                   |
| 2016 | Trafficked               | Natalie               | produçao pendente |
| 2016 | Cold Moon                | Mandy                 | produçao pendente |
| 2017 | I Kill Giants            | Barbara Thorson       |                   |
| 2024 | The Man in the White Van | Annie                 |                   |

### Televisão
| Ano  | Título                   | Papel              | Notas              |
| ---- | ------------------------ | ------------------ | ------------------ |
| 2014 | True Detective           | Audrey Hart        | 6 episódios        |
| 2015 | The Astronaut Wives Club | Julie Shepard      | 5 episódios        |
| 2015 | Scream                   | Emma Duval (jovem) | Episódio: "Ghosts" |
| 2015 | Zoo                      | Clementine Lewis   | 4 episódios        |